# Benoît Bartherotte
Benoît Bartherotte est un styliste et homme d'affaires français dont la fortune a démarré dans le textile et la confection.
Il a été le bras droit du « milliardaire rouge » Jean-Baptiste Doumeng dans les années 1970.
Il possède depuis 1985 un domaine au Cap Ferret (commune de Lège-Cap-Ferret), où il a fait faire d'importants travaux sans permis pour lutter contre l'érosion marine qui ont défrayé la chronique.

## Biographie

### Enfance
Benoît-Stanislas-Jésus-Marie-Ludovic Bartherotte, né en 1946, est le fils d'un officier de cavalerie gascon éduqué dans les principes chrétiens. Il a été élevé chez les jésuites.

### Le monde de la couture
Il travaille à la fin des années 1960 comme associé du couturier Louis Féraud.
Décrit comme un aventurier proche du Parti communiste et de la CGT, il devient le bras droit de Jean-Baptiste Doumeng, le « milliardaire rouge », qui lui cède, en 1977, 50 % des parts qu'il possède dans l'entreprise Jacques Esterel, pour 1 franc symbolique, soit 45 % du total des parts,. Il crée les collections et dirige la société ; il se fait connaître en 1980 en portant plainte contre Yves Saint Laurent pour contrefaçon.
Après l'arrivée de la gauche au pouvoir, en 1981, et l'intervention du député PS Christian Pierret, fraîchement élu dans la circonscription de Saint-Dié-des-Vosges, il reprend dans des conditions avantageuse la Société de Filature et Tissage Ancel-Seitz et ses usines de Granges-sur-Vologne et Aumontzey. L'opération est réalisée grâce à d'importants fonds publics. Il dirige la société, qui a pris le nom d'Ancel-Esterel, de juin 1982 à juin 1984. Christian Pierret et Benoît Bartherotte s'accusent ensuite mutuellement d'avoir détourné les fonds publics destinés à la société et le Trésor public bloque la subvention, ce qui entraîne la même année le dépôt de bilan de la société.

### Soutien puis adversaire de Bernard Tapie
Son implication dans les milieux d'affaires et politiques le conduit à se rapprocher de Bernard Tapie, qu'il soutient dans plusieurs opérations. Les deux hommes sont proches par leurs méthodes et objectifs.
Benoît Bartherotte sert d'intermédiaire entre Bernard Tapie et Jean-Edern Hallier pour mettre fin à la guerre entre les deux hommes, et, avec Lorrain de Saint Affrique, entre Bernard Tapie et Jean-Marie Le Pen, pour préparer leur débat télévisé de 1994.
« Avant même de penser à Bernard Tapie, la mitterrandie m'a rapidement contacté en 1981 pour que je devienne l'un de leurs hommes de paille. Il s'agissait de prendre la tête d'entreprises, grâce aux banques que les socialistes avaient nationalisées. Ensuite, les bénéfices devaient se perdre dans des filiales installées dans des paradis fiscaux. Quant aux pertes, elles étaient épongées par les Français » affirme-t-il.
À la tête de Lexmar France, il affirme vouloir relancer le chantier naval de La Ciotat notamment avec une zone franche, mais l'opération ne fonctionne pas. Il est condamné pour cette affaire à dix ans d'interdiction de diriger, gérer, administrer ou contrôler une entreprise.
Il se brouille à plusieurs reprises avec Bernard Tapie, allant jusqu'à devenir un opposant féroce. Il dénonce son soutien à Nicolas Sarkozy en 2007 et son attitude après la victoire de ce dernier. « Il est évident qu'il avait fait élire Sarkozy et qu'il estimait qu'on lui devait un renvoi d'ascenseur » estime-t-il.
Il accuse aussi Bernard Tapie d'avoir participé à un vaste système de détournements de fonds et témoigne devant la police dans l'affaire Adidas.
Fondateur de l'Association des Petits Porteurs pour l'Annulation de la Vente Litigieuse d'Adidas (Appavla), il affirme être à l'origine de la condamnation du Crédit lyonnais.
« Bernard Tapie est un thermomètre à purin. Il permet de mesurer l'état de déliquescence et de corruption de la société française » déclare-t-il.

### Le «Robinson» du Cap-Ferret
Depuis l'âge de deux ans, le jeune Benoît passe ses vacances sur le bassin d'Arcachon, précisément à la pointe du Cap Ferret. Il acquiert en 1985 un terrain de 5 hectares, dans la continuité des « 44 hectares ».
Il fait construire sa demeure sur un terrain classé inconstructible et une seconde dans une zone de risque naturel. Il interdit le passage des habitants et des touristes sur la bande littorale le long de son terrain, avant que l'État ne valide éventuellement une occupation privative du domaine public.
Il investit beaucoup d'argent pour construire et entretenir une digue de 487 mètres. Cet ouvrage, dans une zone en forte érosion, suscite une controverse et entraîne plusieurs procès et plaintes dont la plus fameuse est celle débutée en 2001 pour « faux et usage de faux », impliquant le préfet de Gironde Christian Frémont. La digue a pour but de protéger sa propriété et les habitations qui s'y trouvent. Il les loue ou y invite des personnalités telles que le prince de Monaco, Leonardo DiCaprio, Isabelle Adjani, etc.. Les locations permettent de financer l'entretien de la digue. Ces « cabanes », des villas de luxe, servent également de décors de cinéma et sont apparues dans de nombreux magazines de décoration.
Il participe à la médiatisation de son action via de nombreux médias, ouvrages, journaux et magazines télévisés, jouant de sa « grande gueule ».
Si le maire de Lège-Cap-Ferret Michel Sammarcelli (1995-2020) gardait ses distances, son successeur Philippe Le Harivel de Gonneville (depuis 2020) prend le contre-pied : « Je veux faire table rase des querelles du passé. Ces défenses ont permis de protéger les propriétés vers le Mimbeau. C’est une évidence absolue. [...] Bartherotte est un interlocuteur indispensable pour sauver le trait de côte et notre territoire ».

## Affaires judiciaires
Benoît Bartherotte a été impliqué dans plusieurs affaires judiciaires.

### Affaires et scandales
Il remporte un procès pour contrefaçon contre Yves-Saint-Laurent en 1985 après plusieurs années de procédure. Pierre Bergé avait déclaré à propos de cette accusation : « C'est exactement comme si un cul-de-jatte prétendait imiter Noureev ». En représailles, Pierre Bergé avait fait exclure les représentants de la maison Esterel de la Chambre syndicale du prêt-à-porter des couturiers et des créateurs de mode.
Il est condamné en 1994 à quinze ans d'interdiction de diriger, de gérer, d'administrer ou de contrôler une entreprise, peine réduite à dix ans par la cour d'appel d'Aix-en-Provence.
En 2001, débute l'instruction concernant la plainte de Bartherotte pour faux en écriture publique à l'encontre du plan de prévention des risques littoraux (PPRL), qui classe sa propriété du cap Ferret en zone rouge, donc inconstructible.
Le 14 juin 2001, la justice ordonne la destruction d'une demeure de 337 m² construite illégalement.
Il est entendu comme témoin à charge dans l'affaire Tapie-Crédit Lyonnais en 2013.
Il est condamné pour diffamation en 2014 après une plainte de Gilles Sammarcelli, fils du maire de Lège-Cap-Ferret. Cette affaire a pour origine un incendie suspecté de criminel dont ont été victimes Benoît Bartherotte et son fils Antonin.
En décembre 2015, il tire en l'air face à deux pêcheurs qui auraient pénétré sur sa propriété. Lors de la première instance d'avril 2017, Benoît Bartherotte est relaxé alors que les pêcheurs sont condamnés à une amende et des dommages et intérêts pour violation de domicile. Mais en mars 2019 il est condamné en appel pour violences volontaires avec arme à une amende de 5 000 euro dont 4 000 avec sursis, à la confiscation de l’arme saisie et l’interdiction de détenir une arme pour une durée de cinq ans. Les pêcheurs quant à eux sont relaxés. En effet, Benoît Bartherotte n’est pas propriétaire de la digue, ouvrage de défense contre l’érosion marine qu'il a construit sur le domaine public maritime (DPM). Cet ouvrage est sous le régime d’une autorisation d’occupation temporaire (AOT), à usage privatif, concédée à Benoît Bartherotte et strictement limité à son entretien et sa mise en sécurité. Malgré le fait qu'il entretient la confusion entre l’AOT, la zone de péril définie par arrêté et sa propriété, il ne peut prétendre à priver les promeneurs d’accéder à la pointe du Cap Ferret. En juillet 2021, la Cour de cassation confirme la condamnation de la cour d’appel.

### Organisateur de la défense de Bernard Laroche dans l'affaire Grégory
Bernard Laroche, arrêté pour l'enlèvement de Grégory Villemin, fait partie de la section CGT d'une des usines dont Bartherotte est propriétaire depuis peu dans la vallée de la Vologne. L'homme d'affaires soupçonne son ancien allié Christian Pierret d'avoir fait intervenir le ministre de la Défense Charles Hernu pour déstabiliser l'entreprise en faisant arrêter Laroche.
Bien qu'il ne connaisse rien du dossier, il missionne rapidement, aux frais de la société Esterel, un avocat en sus de ceux de la CGT dont Paul Prompt, du barreau de Paris, et de Gérard Welzer, du barreau d'Épinal, pour défendre Bernard Laroche. « Un avocat d'ouvrier qui n'aura pas peur d'affronter les gendarmes et le gouvernement »,,  Mario Stasi, frère de l'ancien ministre Bernard Stasi. Très impliqué, il prend en charge les frais judiciaires de l'affaire. Il est aussi à l'origine d'une pétition signée par les employés de l'usine.
Lors de la relance de l'affaire en 2017, il maintient son soutien à Bernard Laroche, et renouvelle ses accusations contre Christian Pierret, coupable selon lui de graves irrégularités.

## Cinéma et littérature
Benoît Bartherotte a interprété un petit rôle dans le film de Pascal Thomas Ensemble, nous allons vivre une très, très grande histoire d'amour... (2010) aux côtés de Julien Doré et Marina Hands.
Il est l'un des personnages du roman de Frédéric Beigbeder Un barrage contre l’Atlantique (2022),.

## Vie privée
Benoît et Élisabeth (dite « Zaza ») Bartherotte sont parents de sept enfants : Marguerite et Philippe, stylistes fondateurs de la marque de vêtements G. Kero,  Antonin, chanteur de l'ex-groupe Hangar et bassiste  de Papooz, Martin et Hadrien qui ont créé une petite entreprise réalisant des maisons en bois sur mesure, Marie qui travaille avec les chevaux et Marion qui est dans le dessin.

## Anciens mandats
- PDG de la maison de couture Jacques Esterel
- PDG Lexmar France
- PDG Ateliers de production Avenir La Ciotat